# Бабарц
Бабарц (мађ. Babarc) је село у Мађарској, у јужном делу државе. Село управо припада Бољском срезу Барањске жупаније, са седиштем у Печују.

## Природне одлике
Насеље Бабарц налази у јужном делу Мађарске. Најближи већи град је Мохач.
Историјски гледано, село припада мађарском делу Барање. Подручје око насеља је равничарско, приближне надморске висине око 130 м. Северно се издиже планина Мечек, док се југоисточно спушта до Дунава.

## Становништво
Према подацима из 2013. године Бабарц је имао 747 становника. Последњих година број становника опада.
Претежно становништво у насељу чине Мађари римокатоличке вероисповести, a мањина су Немци (око 20%).

### Попис1910.
| Бабарц | Бабарц |
| --- | --- |
| језик | вера |
| укупно: 1.496 Немачки 1.334 (89,17%) Мађарски 124 (8,28%) Хрватски 22 (1,47%) Српски 15 (1,00%) остали 1 (0,06%) | <div style="border:solid transparent;position:absolute;width:100px;line-height:0; укупно: 1.496 Римокатол. 1.382 (92,37%) Калвинисти 95 (6,35%) Православци 15 (1,00%) Јевреји 4 (0,26%) - (-%) |